# Lacerazione di Mallory-Weiss
La lacerazione di Mallory-Weiss è una lacerazione della giunzione esofagogastrica, causa di un 10-15% di tutti i sanguinamenti del tratto gastrointestinale superiore. Spesso è associata all'ernia iatale.

## Eponimia
Tale stato patologico è stato scoperto nel 1929 da Kenneth Mallory e Soma Weiss che hanno riscontrato tali manifestazioni in 15 alcolisti.

## Esami
Esofagoscopia o arteriografia sono gli esami diagnostici di scelta.

## Eziologia
Si osserva una correlazione con episodi di vomito ripetuti. Più frequenti i casi negli alcolisti o nelle persone con piloro ostruito.

## Sintomatologia
I sintomi riguardano vomito, tosse e sono più gravi in caso di soggetto alcolista. Inoltre si osserva anemia.

## Terapia
Per la quasi totalità degli individui il sanguinamento si arresta senza alcun intervento.
Fra le terapie utilizzate l'infusione intra-arteriosa di pitressina, l'embolizzazione transcatetere e l'elettrocoagulazione bipolare in endoscopia.
Raramente si mostra necessaria la sutura della lacerazione.

## Prognosi
In seguito alla guarigione la possibilità di ricadute è molto bassa.
In caso di lesione più profonda, la lesione di Mallory-Weiss, potrà raggiungere il mediastino con possibile infiammazione e mediastinite che 4 volte su 5 è mortale. Questa perforazione dell'esofago verso il mediastino si chiama sindrome di Boerhaave.